# Packwood (Washington)
Packwood ist eine gemeindefreie Siedlung sowie ein Census-designated place im äußersten Osten des Lewis County im US-Bundesstaat Washington. Packwood liegt an der Kreuzung des U.S. Highway 12 und der Gifford Pinchot National Forest Road 52 (Skate Creek Road) zwischen dem Mount Rainier National Park im Norden und dem Mt. St. Helens National Volcanic Monument im Süden. Das U.S. Census Bureau hat bei der Volkszählung 2020 eine Einwohnerzahl von 319 ermittelt.

## Geographie
Packwood liegt auf 46°36'14" N / 121°40'40" W. Obwohl Packwood nicht als Gebietskörperschaft anerkannt ist, haben die kleine Stadt und die umliegenden Gebiete (insbesondere die Wohngemeinden High Valley und Timberline) schätzungsweise 1330 Einwohner; Packwood selbst bewohnen 342 Menschen.
Die Tatoosh Wilderness, die Goat Rocks Wilderness und die William O. Douglas Wilderness liegen im Norden, Südosten bzw. Nordosten mit dem Gifford Pinchot National Forest als Puffer in alle Richtungen. Packwood liegt im oberen Cowlitz Valley, genau unterhalb des Zusammenflusses des Muddy und des Clear Fork des Cowlitz River. Das White Pass Ski Area und der Hauptgrad der Kaskadenkette markieren die östliche Grenze des Gebietes Packwood, die Kleinstadt Randle die Westgrenze und weit ausgedehnte Wald-, Park- und Wildnisgebiete die nördliche und die südliche Grenze.
Packwood liegt im White Pass School District, welcher außer Packwood die kleinen Städte Randle und Glenoma sowie das riesige bewaldete Gebiet im äußersten Osten des Lewis County abdeckt, das an der Kaskadenkette und der dort gelegenen Grenze zum Yakima County endet. 2004 fiel die im Schulalter befindliche Bevölkerung unter einen Schwellwert, so dass die sechsklassige Grundschule geschlossen wurde; das Gebäude wird weiterhin als Außenstelle der Polizeistation des County Sheriff sowie als örtliches historisches Museum und als Gemeindesaal genutzt.

### Klima
Nach der Klimaklassifikation nach Köppen & Geiger herrscht in Packwood ein sommerwarmes Mittelmeerklima (abgekürzt "Csb").
|                        | Jan    | Feb    | Mär    | Apr   | Mai   | Jun   | Jul   | Aug   | Sep   | Okt    | Nov    | Dez    |   |          |
| Mittl. Temperatur (°C) | 2,28   | 4,06   | 5,94   | 8,75  | 12,25 | 15,28 | 18,33 | 18,28 | 15,17 | 10,11  | 4,92   | 2,25   | ⌀ | 9,8      |
| Mittl. Tagesmax. (°C)  | 19,44  | 25,00  | 29,44  | 32,22 | 38,89 | 40,00 | 42,22 | 40,56 | 40,56 | 36,11  | 23,89  | 17,22  | ⌀ | 32,2     |
| Mittl. Tagesmin. (°C)  | −22,78 | −18,89 | −16,67 | −6,67 | −6,67 | −2,78 | −2,22 | −1,67 | −5,00 | −8,33  | −19,44 | −22,22 | ⌀ | −11,1    |
|                        |        |        |        |       |       |       |       |       |       |        |        |        |   |          |
| Niederschlag (mm)      | 228,85 | 152,40 | 134,87 | 86,11 | 64,52 | 52,83 | 18,29 | 26,92 | 56,90 | 123,95 | 225,30 | 229,87 | Σ | 1.400,81 |
|                        |        |        |        |       |       |       |       |       |       |        |        |        |   |          |
| Regentage (d)          | 17     | 14     | 16     | 14    | 12    | 10    | 4     | 5     | 8     | 13     | 17     | 17     | Σ | 147      |

| −22,78 |

| −18,89 |

| −16,67 |

| −6,67 |

| −6,67 |

| −2,78 |

| −2,22 |

| −1,67 |

| −5,00 |

| −8,33 |

| −19,44 |

| −22,22 |

| −22,78 |

| −18,89 |

| −16,67 |

| −6,67 |

| −6,67 |

| −2,78 |

| −2,22 |

| −1,67 |

| −5,00 |

| −8,33 |

| −19,44 |

| −22,22 |

## Geschichte
Packwood wurde als Sulphur Springs gegründet.
Der Name Packwood, für den Ort, einen Gebirgspass und einen See benutzt, ehrt William Packwood, einen aus Virginia stammenden Pionier und Entdecker von Oregon und Washington. William Packwood und James Longmire waren von der Legislative des Washington Territory beauftragt, einen tiefgelegenen Pass über die Kaskadenkette zu kartieren, da mehrere Delegierte auf ihrer Reise zur ersten Legislatur zu Tode gekommen waren. Als Zeichen des Erfolgs ihrer Mission wird der kartierte Pass – der Packwood Saddle – noch immer von keiner Straße, Eisenbahn, keinem Trail oder anderem Transportmittel als Verbindung zwischen der Ost- und Westseite der Kaskaden genutzt.

## Wirtschaft
Der Ort Packwood saß historisch auf einer ökonomischen Basis aus forstwirtschaftlicher Produktion, öffentlich Bediensteten (Angestellten der National Forest und der National Park Services) und saisonalem Tourismus. In den späten 1990er Jahren begann der Forest Service, viele Ranger-Stationen zusammenzulegen, so dass viele der Arbeitsplätze nach Randle und zur neuen Cowlitz Valley Ranger Station abwanderten. Kurz darauf führten verschiedene Faktoren einschließlich der Finanzkrise in Asien zum Rückgang des Holzeinschlags auf bundeseigenem Land und die fallenden Holzpreise zur Schließung des örtlichen Sägewerkes, der Packwood Lumber Mill. Wegen der begrenzten ökonomischen Chancen bilden die Sommerhäuser von sogenannten "Snowbirds", Heimstätten von Rentnern und Ferienhütten die Mehrzahl unter den Gebäuden in Packwood. Der Zustrom von Rentnern sowie der Entschluss, längere Zeit zu bleiben, haben jedoch zu einer kulturellen Wiederbelebung im Ort geführt. Mehrere ortsansässige Organisationen versuchen, die Tourismusangebote und die Ferienhäuser im Ort zu vermarkten und planen so eine langfristig anhaltende Revitalisierung des Ortes. Der jahrzehtealte jährlich stattfindende Annual Packwood Flea Market zieht heute Zehntausende während der Memorial-Day- und der Labor-Day-Wochenenden an. Das kürzlich erweiterte White Pass Ski Area erzeugt einen ständigen Zustrom von Besuchern während der ansonsten Touristen-armen Wintermonate. Eine neue Kunstgalerie ist zusammen mit dem Heimatmuseum im alten Schulgebäude ein Indikator für die wachsende Vielfalt und die ökonomische Revitalisierung in dem Gebiet.

## Verkehr
Packwood ist ganzjährig von Privat-Fahrzeugen über den U.S. Highway 12 erreichbar, saisonal außerdem über die Washington State Route 123 und mehrere Straßen des Forest Service. Der für die Allgemeine Luftfahrt zugelassene Packwood Airport liegt drei Blocks westlich des Highway 12 in Downtown Packwood und der L.E.W.I.S. Mountain Highway Transit bietet wochentags verschiedene öffentliche Verkehrs-Verbindungen nach Centralia und Chehalis einschließlich der Anbindung an eine Amtrak-Station (in Centralia) und an Greyhound-Linien.